# Johann Pösl
Johann „Hans“ Pösl (* 20. März 1907 in Saubersrieth, Gemeinde Moosbach (Oberpfalz); † November 2003 in Schwabach-Wolkersdorf) war ein deutscher Politiker (CSU).

## Leben
Pösl kam als zweites von sechs Kindern zur Welt. Er besuchte ein humanistisches Gymnasiums in Straubing und studierte Wirtschaftswissenschaften an der Technischen Hochschule München. Von 1933 bis 1945 arbeitete er bei der Reichs-Kredit-Gesellschaft. 1937 wurde er beim Straßen- und Flussbauamt in Weiden i.d.Opf. eingestellt. Zu Beginn des Zweiten Weltkriegs wurde er in die Wehrmacht eingezogen, er nahm an mehreren Feldzügen teil.
Nach dem Einmarsch der US-Streitkräfte in der Oberpfalz wurde er von der U.S.-Militärregierung als Landrat des Landkreises Vohenstrauß eingesetzt und im August 1945 dann gewählt. Er war dann Mitbegründer der CSU in Bayern und im Kreisverband Weiden und war zudem Präsident des Bezirkstags der Oberpfalz. 1946 gehörte er dem Beratenden Landesausschuss an. 1948 rückte er für Maria Deku in den Bayerischen Landtag nach. Pösl war als Delegierter des Bayerischen Landtags Mitglied der ersten Bundesversammlung, die 1949 Theodor Heuss zum ersten deutschen Bundespräsidenten wählte. 1950 wurde er im Stimmkreis Nabburg – Oberviechtach – Vohenstrauß direkt gewählt, 1954 schied er aus dem Landtag aus. Anfang der 1970er Jahre gehörte er dem Bayerischen Senat für vierzehn Monate an, er vertrat dort die freien Berufe.
Pösl war seit 1937 verheiratet mit Katharina „Kathi“ Pösl und hatte zwei Söhne. Der 96-jährige Pösl wurde ab 15. Juli 2003 vermisst. Die eingeleitete Suche blieb erfolglos. Seine Leiche wurde am 20. November des Jahres im Dickicht eines Waldstücks im Schwabacher Stadtteil Wolkersdorf gefunden, in der Nähe seines letzten Wohnsitzes. Er litt an Altersdemenz und einer Sehschwäche. Die Trauerfeier wurde in der Weidener Pfarrei St. Elisabeth abgehalten.
Er war Mitglied der katholischen Studentenverbindung KStV Isaria Freising.

## Auszeichnungen und Ehrungen
- Großes Verdienstkreuz des Verdienstordens der Bundesrepublik Deutschland
- Ritterkreuz des Silvesterordens
- Bayerischer Verdienstorden (15. Dezember 1959)
- Kommunale Verdienstmedaille in Gold
- Bezirksmedaille Oberpfalz (erster Träger)[3]
- Ehrensenator der OTH Regensburg (1972)
- Ehrenbürgerrecht des Marktes Moosbach
- Ehrenbürgerrecht der Stadt Vohenstrauß
- Ehrenbürgerrecht der Stadt Weiden i.d.Opf. (16. Juni 1975)[4]